# 2-Метилпропаналь
2-метилпропаналь (ізобутаналь) — альдегід ізобутанової кислоти з хімічною формулою {\displaystyle {\ce {(CH3)2-CH-CHO}}}.

## Фізичні властивості
2-Метилпропаналь — безбарвна рідина з різким запахом. Температура плавлення — -62-64, температура кипіння — 65 °С.При 20 °С розчитяється у воді, діетиловому ефірі, ацетоні та хлороформі. Погано розчиняється в тетрахлорметані.

## Отримання
Отримують 2-метилпропаналь гідроформілюванням пропілену. Температура — від 70 °С до 150 °С, тиск — від 1,5 до 5 МПа. При цьому утворюється суміш н- та ізо-бутаналів:
{\displaystyle {\ce {CH3-CH=CH2 + H2 + CO -> C3H7-CHO}}}

## Хімічні властивості
Відновлюється воднем до ізобутанолу:
{\displaystyle {\ce {(CH3)2-CH-CHO + H2->(CH3)2-CH-CH2-OH}}}
Окислюється до 2-Метилпропанової кислоти:
{\displaystyle {\ce {(CH3)2-CH-CHO + 1/2O2 -> (CH3)2-CH-COOH}}}
При взаємодії з водою утворює нестікий 2-Метилпропан-1,1-діол:
{\displaystyle {\ce {(CH3)2-CH-CHO + H2O <<=> (CH3)2-CH-CH(OH)2}}}
Як і інші альдегіди, здатний до тримеризації. При цьому утворюється 2,4,6-Трипропіл-1,3,5-триоксан:
{\displaystyle {\ce {3C4H8O -> (C(C3H7)-O)3}}}